# 大田正樹
大田 正樹（おおた まさき、1977年7月20日 - ）は、日本の俳優。東京都出身。身長180cm、体重72kg。血液型はB型。以前は演劇集団 円、希楽星に所属していた。

## 出演

### テレビ
フジテレビ
- 仕置き代理人 鏡俊介の痛快事件簿

日本テレビ
- ハケンの品格 - 高橋 役

TBSテレビ
- ウルトラマンメビウス第48話 - シキ査察官の護衛 役

テレビ朝日
- はみだし刑事情熱系
- 陽はまた昇る - 田中均 役

テレビ東京
- 鉄道警察官・清村公三郎2
"瀬戸内海を渡る殺意"倉敷〜松山〜東京トリック1000km!女帝に挑む鉄警の意地・瀬戸大橋に消えた涙

### 映画
- 永遠の人
- Hallelujah
- 爆走!デコトラ列伝

### 舞台
- ジプシー - カンさん 役
- レーソス・トロイアの女たち - ヘクトル 役
- ブルーストッキングの女たち - 島村抱月 役
- 美しきものの伝説 - 幸徳秋水 役

### その他
- モバイル・ぐっと・モーニング モバイル放送